# Circondario dell'Eichsfeld
Il circondario dell'Eichsfeld è un circondario (Landkreis) della Turingia, in Germania.
Il capoluogo è Heilbad Heiligenstadt, il centro maggiore è Leinefelde-Worbis.

## Suddivisione amministrativa
Tra parentesi gli abitanti al 31 dicembre 2021, il capoluogo della comunità amministrativa è contrassegnato da un asterisco.
1. Am Ohmberg, Landgemeinde (3 578)
2. Dingelstädt, città, Landgemeinde (11 044)
3. Heilbad Heiligenstadt, città (16 899)
4. Leinefelde-Worbis, città (19 986)
5. Niederorschel (5 397)
6. Sonnenstein, Landgemeinde (4 433)

### Comunità amministrative (Verwaltungsgemeinschaft)
- Verwaltungsgemeinschaft Eichsfeld-Wipperaue (7 091) con i comuni:

1. Breitenworbis * (3 168)
2. Buhla (470)
3. Gernrode (1 476)
4. Haynrode (662)
5. Kirchworbis (1 315)

- Verwaltungsgemeinschaft Ershausen/Geismar (4 957) con i comuni:

1. Dieterode (81)
2. Geismar (1 067)
3. Kella (475)
4. Krombach (168)
5. Pfaffschwende (303)
6. Schimberg * (2 155)
7. Schwobfeld (103)
8. Sickerode (143)
9. Volkerode (237)
10. Wiesenfeld (225)

- Verwaltungsgemeinschaft Hanstein-Rusteberg (5 585) con i comuni:

1. Arenshausen (1 008)
2. Bornhagen (252)
3. Burgwalde (219)
4. Freienhagen (290)
5. Fretterode (176)
6. Gerbershausen (581)
7. Hohengandern * (577)
8. Kirchgandern (613)
9. Lindewerra (259)
10. Marth (326)
11. Rohrberg (226)
12. Rustenfelde (518)
13. Schachtebich (242)
14. Wahlhausen (298)

- Verwaltungsgemeinschaft Leinetal (6 652) con i comuni:

1. Bodenrode-Westhausen * (1 096)
2. Geisleden (975)
3. Glasehausen (144)
4. Heuthen (724)
5. Hohes Kreuz (1 246)
6. Reinholterode (769)
7. Steinbach (526)
8. Wingerode (1 172)

- Verwaltungsgemeinschaft Lindenberg/Eichsfeld (6 720)  con i comuni:

1. Berlingerode (1 232)
2. Brehme (1 094)
3. Ecklingerode (711)
4. Ferna (557)
5. Tastungen (252)
6. Teistungen * (2 500)
7. Wehnde (374)

- Verwaltungsgemeinschaft Uder (6 442) con i comuni:

1. Asbach-Sickenberg (102)
2. Birkenfelde (531)
3. Dietzenrode-Vatterode (127)
4. Eichstruth (87)
5. Lenterode (316)
6. Lutter (707)
7. Mackenrode (310)
8. Röhrig (225)
9. Schönhagen (145)
10. Steinheuterode (300)
11. Thalwenden (336)
12. Uder * (2 682)
13. Wüstheuterode (574)

- Verwaltungsgemeinschaft Westerwald-Obereichsfeld (4 737)  con i comuni:

1. Büttstedt (868)
2. Effelder (1 184)
3. Großbartloff (913)
4. Küllstedt * (1 316)
5. Wachstedt (456)